# Fonderie Olive

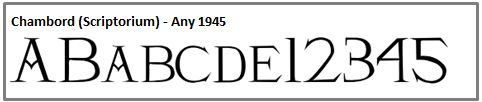
Chambord (1945)

Banco (1951)

Mistral (1953)

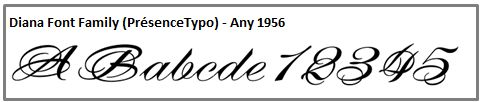
Diane (1956)

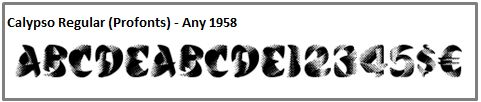
Calypso (1958)

Fonderie Olive (gegründet 1836) war eine Schriftgießerei in 28, rue Abbé-Féraud, Marseille mit einer Niederlassung in der Rue Crébillon, Paris.

## Geschichte
Marcel Olive (1912–1990), seit 1938 Eigentümer der Fonderie Olive, bat seinen Schwager Roger Excoffon, die künstlerische Leitung des Familienbetriebs zu übernehmen. Banville (1936) war die erste eigene Schrift, die von der Fonderie Olive herausgebracht wurde. Chambord (1945) wurde kurz nach dem Zweiten Weltkrieg herausgebracht. François Ganeau (1912–1980) entwickelte 1951 in Zusammenarbeit mit Excoffon die Schriftfamilie Vendôme (1952).
Roger Excoffon wurde der künstlerische Leiter und wichtigste Schriftdesigner der Fonderie Olive, die hauptsächlich durch seine Schriftentwürfe überregionale Bedeutung erlangte. Sein Freund und Konkurrent Adrian Frutiger wurde 1952 bei dem Marktführer Deberny & Peignot angestellt. 1951 brachte er Banco heraus. 1953 veröffentlichte Excoffon die international beachtete Schrift Mistral, gefolgt von den erfolgreichen Schriften Choc (1955), Diane (1956), Calypso (1958) und Nord (1958).
Excoffon leitete eine Zeit lang die 1956 von ihm mitgegründete Werbeagentur Urbi & Orbi von Olives Pariser Büro aus. 1959 wechselte er von der Rue Crébillon in sein eigenes Agenturbüro. Dort schuf er die Schriftfamilie Antique Olive (1960–1971).
Marcel Olive (1912–1990) verkaufte die Schriftgießerei im Renteneintrittsalter. 1978 wurde die Schriftproduktion durch die Haas’sche Schriftgiesserei übernommen. Mehrere Schriftlizenzen gingen auf Linotype über.